# Gennadij Michajlov
Gennadij Ignat'evič Michajlov (in russo Геннадий Игнатьевич Михайлов?, trasl. angl. Gennady Mikhaylov; Čeboksary, 8 febbraio 1974) è un dirigente sportivo ed ex ciclista su strada russo.

## Palmarès

### Strada
- 1999 (Burgos Monumental, due vittorie)

Memorial Rodríguez Inguanzo
4ª tappa Cinturón Ciclista Internacional a Mallorca (Son Ferriol > Santuari de Cura)
- 2002 (Lotto-Adecco, una vittoria)

2ª tappa Tour de Luxembourg (Wiltz > Diekirch)

#### Altri successi
- 2004 (US Postal Service)

1ª tappa Vuelta a España (León, cronosquadre)

## Piazzamenti

### Grandi Giri
- Tour de France

2001: 59º
2002: 92º
- Vuelta a España

2000: 39º
2004: 63º

### Classiche monumento
- Milano-Sanremo

2001: 95º
2002: 48º
2005: 77º
2007: 118º
- Giro delle Fiandre

2001: 52º
2003: ritirato
2007: ritirato
2008: 58º
2009: ritirato
- Parigi-Roubaix

2001: ritirato
2003: ritirato
2007: 27º
- Liegi-Bastogne-Liegi

2002: ritirato
2004: ritirato
2006: ritirato
- Giro di Lombardia

2005: ritirato

### Competizioni mondiali
- Campionati del mondo

Lisbona 2001 - In linea Elite: 8º
Zolder 2002 - In linea Elite: 165º
Mendrisio 2009 - In linea Elite: ritirato